# Kantonsrat (St. Gallen)

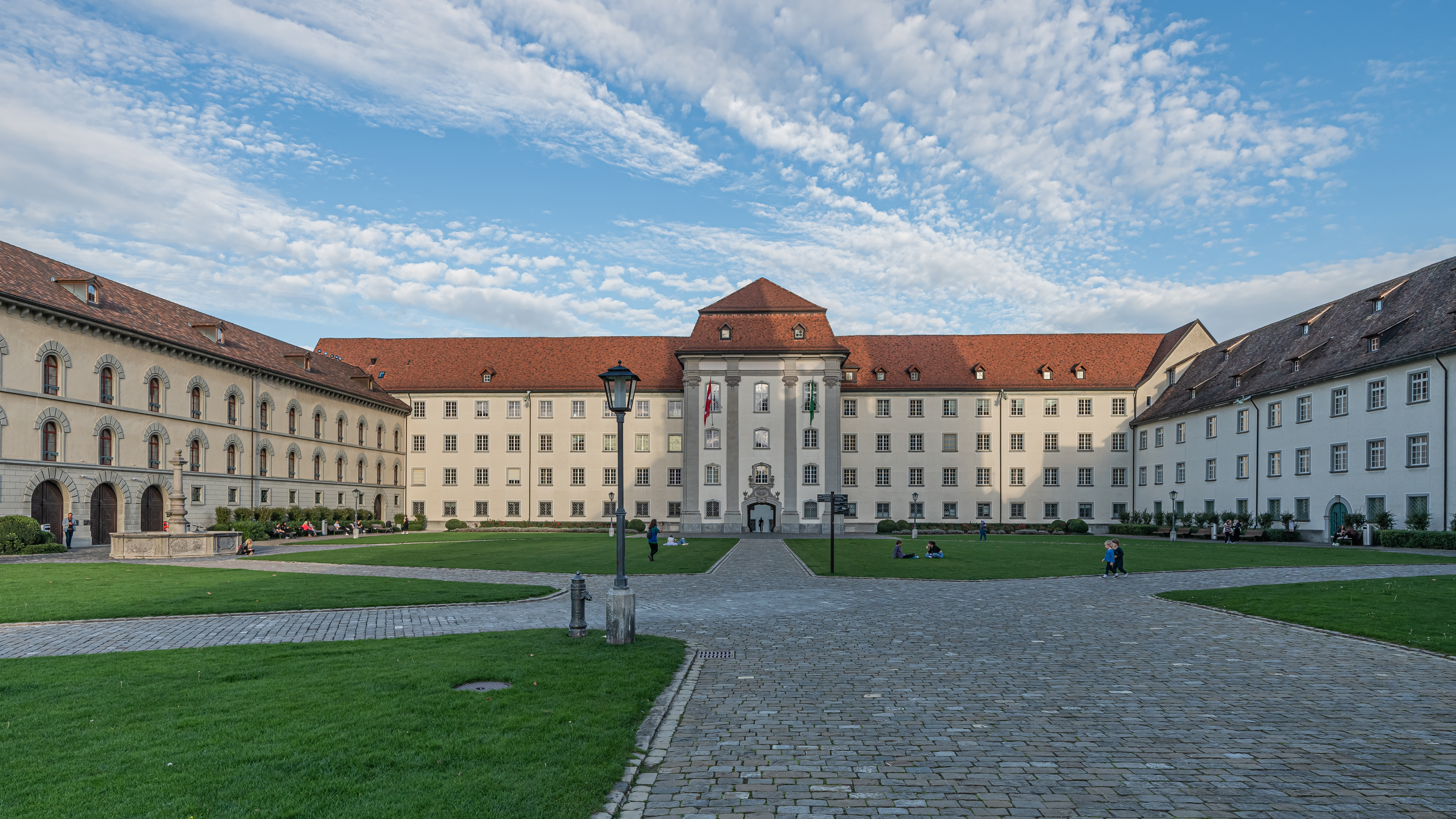
Der Kantonsratssaal befindet sich im ehemaligen Klosterbezirk

Der Kantonsrat ist das Kantonsparlament des Kantons St. Gallen in der Schweiz. Ihm gehören 120 Mitglieder an. Er tritt in der Regel viermal im Jahr zu einer Session zusammen. Tagungsort ist seit der Kantonsgründung 1803 der Kantonsratssaal in der Neuen Pfalz, dem ehemaligen Thronsaal des Fürstabtes von St. Gallen. Seinen heutigen Namen erhielt das Parlament mit der neuen Kantonsverfassung, die am 1. Januar 2003 in Kraft trat. Zuvor hiess es Grosser Rat.
Die letzten Gesamterneuerungswahlen fanden im März 2024 statt.

## Organisation
Der Kantonsrat umfasst 120 Mitglieder, die nach dem Proporzwahlrecht gewählt werden.
Eine Legislaturperiode beginnt alle vier Jahre in der Regel im Monat Juni und endet im April kurz nach den erneut erfolgten Gesamterneuerungswahlen – im Februar oder März der Folgeperiode – mit der sogenannten Aufräumsession.
Die Mitglieder wählen in der konstituierenden Sitzung – auch hier Anfang Juni des Jahres der Gesamterneuerungswahlen, in der ersten Session der Legislaturperiode – aus ihrer Mitte den Kantonsratspräsidenten, seinen Stellvertreter und drei Stimmenzähler. Zusammen mit den Fraktionspräsidenten bilden sie das Präsidium. Die Posten von Präsident, Vizepräsident und Stimmenzähler wechseln jährlich.
Fünfmal im Jahr tritt der Kantonsrat zu Sessionen zusammen. Dies geschieht in der Regel in den Monaten Juni, September, November, Februar und April. Je nach Anzahl anfallender Geschäfte oder der politischen Situation sind auch Sondersessionen möglich.

## Aufgaben
Der Kantonsrat ist die legislative Gewalt im Kanton St. Gallen.
Seine Aufgaben gemäss Art. 65 der Kantonsverfassung (KV) sind im Wesentlichen
- der Beschluss von Verfassungsänderungen
- Erlass, Änderung und Aufhebung von Gesetzen
- Abschluss und Kündigung von zwischenstaatlichen Vereinbarungen mit Verfassungs- und Gesetzesrang
- Beschluss des Voranschlags (Jahresetat) und der Steuern
- Genehmigung der Jahresrechnung
- Beaufsichtigung von Regierung und Gerichten

Entscheidungen werden durch die Mehrheit der abstimmenden Mitglieder getroffen. Für bestimmte Geschäfte kann die Mehrheit aller Mitglieder des Kantonsrates vorgesehen sein (Art. 66 KV).
Bei zeitlicher Dringlichkeit kann der Kantonsrat Gesetze mit sofortiger Wirkung erlassen. Diese müssen jedoch spätestens nach einem Jahr dem Referendum unterstellt werden (Art. 68 KV).
Zur Beschlussfähigkeit des Kantonsrates sind – im Gegensatz zu anderen Kantonen – keinerlei Gesetzesbestimmungen vorhanden.
Beschlüsse des Kantonsrates müssen per Volksabstimmung abgesegnet werden, wenn
- die Verfassung geändert oder gesamtrevidiert wird
- zwischenstaatliche Vereinbarungen beschlossen wurden, die Verfassungsrang haben
- der Kantonsrat einer Volksinitiative nicht zustimmt oder ihr einen Gegenvorschlag gegenüberstellt (Art. 48)

Des Weiteren gestattet die Verfassung sogenannte Finanzreferenden, also Volksabstimmungen über Ausgaben in bestimmter Höhe. Wann diese obligatorisch und fakultativ sein sollen, wird im Gesetz über Referendum und Initiative konkretisiert.
So sind im Kanton St. Gallen einmalige Ausgaben von mehr als 15 Mio. CHF oder mindestens für zehn Jahre wiederkehrende jährliche Ausgaben von mehr als 1,5 Mio. CHF dem Volk zur Abstimmung vorzulegen (Art. 6 Gesetz über Referendum und Initiative (GRI)).
Des Weiteren existiert ein fakultatives Referendum; Gesetzesbeschlüsse unterliegen dann einer Volksabstimmung, wenn 4000 Stimmberechtigte oder ein Drittel der Kantonsratsmitglieder dies verlangen (Art. 49 KV). Dies betrifft sämtliche Gesetzesbeschlüsse und Staatsverträge mit Gesetzescharakter.
Ausdrücklich vom Referendum befreit sind Erlasse über die Besoldung des Staatspersonals und der Lehrkräfte an Grundschulen.
Über Ausgaben in Höhe von einmalig 3 Mio. bis 15 Mio. CHF oder während mindestens zehn Jahren wiederkehrend in Höhe von 300'000 bis 1,5 Mio. CHF kann das fakultative Referendum ergriffen werden (Art. 7 GRI).
Eingeschränkt wird das Finanzreferendum durch Art. 7bis, der für den Staatsstrassenbau und Staatsbeiträge an Verkehrsunternehmungen Ausnahmen vorsieht. So unterliegen einmalige Ausgaben für den Bau von Staatsstrassen und Staatsbeiträgen für den Eisenbahnbau erst ab 6 Mio. CHF dem fakultativen Referendum.
Beschlüsse des Kantonsrates zur Förderung des öffentlichen Verkehrs, die für mindestens zehn Jahre wiederkehrende Ausgaben von mehr als 200'000 CHF pro Linie oder mehr als 2 Mio. CHF pro Tarifverbund haben, unterliegen dem fakultativen Referendum.

## Geschichte – Parteien – Wahlergebnisse seit 1906

### Geschichte
Der Kantonsrat (bis 2003 Grosser Rat) wurde 1831 mit der Annahme der Regenerationsverfassung und der Einführung des allgemeinen Wahlrechts zur Legislative des Kantons St. Gallen. Es galt dabei bis 1861 das konfessionelle Paritätsprinzip (fixe Zahl von 84 Katholiken zu 66 Reformierten). In der Folge bildete sich ein Zweiparteiensystem aus Katholisch-Konservativen und Liberal-Radikalen (Freisinnigen) mit wechselnden Mehrheiten. Der liberale Wahlsieg von 1847 (77 zu 73 Sitzen) ermöglichte an der Tagsatzung eine Mehrheit für die Auflösung des Sonderbunds.
Als der Kulturkampf der sozialen Frage wich, spaltete sich 1880 der linke Flügel der Liberalen zur Demokratischen und Arbeiterpartei ab. Mit der sogenannten «Allianz» mit den Konservativen wurde die seit 1861 andauernde Vorherrschaft der Freisinnigen durchbrochen. Weiter links von den Demokraten wurde 1905 die Sozialdemokratische Partei gegründet. Nach mehreren erfolglosen Anläufen nahm das Volk 1911 das von der Allianz bevorzugte Proporzwahlrecht an. Bei der ersten Proporzwahl 1912 gingen die Konservativen siegreich hervor. 1915 wurde aufgrund des Ersten Weltkriegs die Beibehaltung des Status quo in der Sitzverteilung vereinbart. In der Zwischenkriegszeit verschob sich die Konfliktlinie zum Gegensatz zwischen der Sozialdemokratie und dem Bürgerblock.
Von 1912 bis 2008 war die Konservative Volkspartei (seit 1970 Christlichdemokratische Volkspartei) die stärkste Kraft im Grossen Rat, von 1972 bis 1984 gar mit absoluter Mehrheit.
Seit den 1960er Jahren gab es mehrere erfolglose Kandidaturen der Schweizerischen Volkspartei. Erst durch die Reaktivierung der Partei im Vorfeld der EWR-Abstimmung 1992 konnte sie sich dauerhaft etablieren und 2008 sogar zur stärksten Partei aufsteigen.
Bei den Wahlen von 1909 bis 2024 erreichten die angetretenen Parteien die folgenden Sitzzahlen. Bis zur Wahl 2008 gehörten dem Grossen Rat 180 Mitglieder an, danach wurde die Zahl der Mitglieder auf 120 reduziert.

### Parteipolitische Zusammensetzung ab Sommer 2024
- Grüne: 6
- SP: 18
- GLP: 6
- EVP: 2
- Mitte: 27
- FDP: 19
- SVP: 42

| Partei           | Partei           | Wählerzahl | Wähleranteil | ±    | Sitze |
| ---------------- | ---------------- | ---------- | ------------ | ---- | ----- |
|                  | SVP              | 40’460     | 31,48 %      | +4,6 | 42    |
|                  | Mitte            | 28’143     | 21,90 %      | –0,5 | 27    |
|                  | FDP              | 20’163     | 15,69 %      | –2,6 | 19    |
|                  | SP               | 19’095     | 14,86 %      | –0,2 | 18    |
|                  | Grüne            | 8’721      | 6,79 %       | –1,1 | 6     |
|                  | GLP              | 8’417      | 6,55 %       | +0,3 | 6     |
|                  | EVP              | 2’291      | 1,78 %       | –0,5 | 2     |
|                  | EDU              | 190        | 0,15 %       | —    | —     |
|                  | SD               | 100        | 0,08 %       | —    | —     |
|                  | AuF/PF           | 868        | 0,68 %       | —    | —     |
|                  | ÜSZ              | 74         | 0,06 %       | —    | —     |
| Total Wahlzettel | Total Wahlzettel | 128'522    |              |      |       |

1. ↑  Entspricht der Summe aller fiktiven Wählenden, gewichtet nach Sitzzahl des Wahlkreises
2. ↑  Unterschied zum Wähleranteil 2020 in Prozentpunkten
3. 1 2  Grüne und Grünliberale traten in den Wahlkreisen Sarganserland, Werdenberg und Toggenburg auf gemeinsamen Listen an. Die Stimmen der Kandidierenden wurden aufgeteilt, die Zusatzstimmen anteilsmässig ebenfalls.
4. ↑  Gemeinsame Listen der Organisationen Aufrecht und Parteifrei. Der Verbund trat in den Wahlkreisen Rheintal, St. Gallen und Toggenburg an.
5. ↑  Die Liste «Üseri Schwiiz Zerscht», Senioren (kurz ÜSZ) trat mit zwei Kandidaten im Wahlkreis Rorschach an.

## Wahlen
Die 120 Mitglieder des Kantonsrates werden, verteilt auf die acht Wahlkreise des Kantons, nach dem Proporzverfahren für vier Jahre gewählt. Die letzte Gesamterneuerungswahl für den Kantonsrat fand am 8. März 2020 statt, gleichzeitig mit der Wahl des St. Galler Regierungsrates.

## Kantonsratspräsident
Der Kantonsrat wählt zu Beginn der Sommersession den Kantonspräsidenten für eine Amtsdauer von einem Jahr, die jeweils von Anfang Juni bis zur nächsten Sommersession im Folgejahr dauert. Der Kantonspräsident leitet die Verhandlungen des Kantonsrates sowie die Sitzungen des Präsidiums. Gemäss Geschäftsreglement vertritt er den Kantonsrat nach aussen, überwacht dessen Rechte, sorgt für die Einhaltung der Geschäftsordnung und gewährleistet Ruhe und Ordnung im Sitzungssaal. Zudem ist der Präsident befugt, gemeinsam mit dem Generalsekretär des Kantonsrates im Namen des Kantonsrates Dokumente zu unterzeichnen.
| Amtsjahr  | Name                      | Partei    | Ort         | Wahlkreis     | im Kantonsrat |
| --------- | ------------------------- | --------- | ----------- | ------------- | ------------- |
| 1971/1972 | Traugott Hungerbühler     | CVP       | Waldkirch   | Gossau        | 1957–1976     |
| 1998/1999 | Ferdinand Riederer        | FDP       | Valens      | Sargans       | 1992–2014     |
| 1999/2000 | Walter Hess               | CVP       | Oberriet    | Oberrheintal  | 1992–2000     |
| 2000/2001 | Claudia Friedl            | SP        | St. Gallen  | St. Gallen    | 1996–2012     |
| 2001/2002 | Jakob Büchler             | CVP       | Schänis     | Gaster        | 1988–2004     |
| 2002/2003 | Fritz Lüdi                | FDP       | Flawil      | Wil           | 1992–2007     |
| 2003/2004 | Bruno Gutmann             | SVP       | St. Gallen  | St. Gallen    | 1996–2008     |
| 2004/2005 | Margrit Stadler-Egli      | CVP       | Bazenheid   | Toggenburg    | 1996–2015     |
| 2005/2006 | Silvano Moeckli           | SP        | Rorschach   | Rorschach     | 1995–2008     |
| 2006/2007 | Paul Meier                | SVP       | Ernetschwil | See-Gaster    | 1996–2008     |
| 2007/2008 | Marie-Theres Huser        | FDP       | Wagen       | See-Gaster    | 2000–2014     |
| 2008/2009 | Thomas Ammann             | CVP       | Rüthi       | Rheintal      | 2000–2016     |
| 2009/2010 | Elisabeth Schnider        | SVP       | Wangs       | Sarganserland | 2000–2015     |
| 2010/2011 | Walter Locher             | FDP       | St. Gallen  | St. Gallen    | 2003–2024     |
| 2011/2012 | Karl Güntzel              | SVP       | St. Gallen  | St. Gallen    | 1992–2023     |
| 2012/2013 | Felix Bischofberger       | CVP       | Altenrhein  | Rorschach     | 2004–2020     |
| 2013/2014 | Donat Ledergerber         | SP        | Kirchberg   | Toggenburg    | 2006–2014     |
| 2014/2015 | Paul Schlegel             | FDP       | Grabs       | Werdenberg    | 1998–2015     |
| 2015/2016 | Markus Straub             | SVP       | Rüthi       | Rheintal      | 2000–2016     |
| 2016/2017 | Peter Göldi               | CVP       | Gommiswald  | See-Gaster    | 2004–2020     |
| 2017/2018 | Ivan Louis                | SVP       | Nesslau     | Toggenburg    | seit 2015     |
| 2018/2019 | Imelda Stadler            | FDP       | Lütisburg   | Toggenburg    | 2006–2022     |
| 2019/2020 | Daniel Baumgartner        | SP        | Flawil      | Wil           | 2005–2024     |
| 2020/2021 | Bruno Cozzio              | Die Mitte | Henau       | Wil           | seit 2014     |
| 2021/2022 | Claudia Martin            | SVP       | Gossau      | St. Gallen    | seit 2013     |
| 2022/2023 | Jens Jäger                | FDP       | Vilters     | Sarganserland | seit 2015     |
| 2023/2024 | Andrea Schöb-Sturzenegger | SP        | Staad       | Rorschach     | seit 2017     |
| 2024/2025 | Barbara Dürr              | Die Mitte | Gams        | Werdenberg    | seit 2016     |